# Edson Tavares
Edson Tavares (sinh ngày 10 tháng 6 năm 1956 tại Rio de Janeiro) là một huấn luyện viên bóng đá người Brasil). Ông từng là huấn luyện viên trưởng đội tuyển bóng đá quốc gia Jordan và là huấn luyện viên trưởng người nước ngoài đầu tiên của Việt Nam.

## Việt Nam
Năm 1995, Edson Tavares trở thành huấn luyện viên trưởng người nước ngoài đầu tiên của Việt Nam và ngay lập tức đem lại thành công cho bóng đá Việt Nam qua các trận đấu tại Cúp Độc Lập 1995. Tại giải này, Việt Nam tham dự 2 đội tuyển và cả hai đều thi đấu thành công, đều vào bán kết giải này. Điều làm ngạc nhiên nhất là thể lực của các cầu thủ Việt Nam tăng lên đáng kể và do đó nhiều người nghi ngờ ông Tavares cho các cầu thủ sử dụng các "viên kẹo bí ẩn" . Ngay sau khi đội Việt Nam 1 thua câu lạc bộ Housing Bank ở trận bán kết ngày 12 tháng 1 năm 1995, Tavares tuyên bố từ chức với lý do không nhận được sự hợp tác của Liên đoàn bóng đá Việt Nam.
Ngày 11 tháng 3 năm 2004, Edson Tavares trở lại Việt Nam và 11 ngày sau ký hợp đồng làm huấn luyện viên trưởng đội tuyển Việt Nam lần thứ hai.. Ông tuyên bố "Những năm tháng tới, đội tuyển Việt Nam sẽ mang dấu ấn của tôi". Tuy nhiên lần trở lại này là một thất bại của cả ông Tavares và bóng đá Việt Nam với 15 trận đấu, trong đó có 6 trận thắng, 2 trận hòa và 7 trận thua. Trận thua dẫn đến quyết định từ chức của Edson Tavares là trận thua Indonesia 0-3 ngay trên sân Mỹ Đình ngày 11 tháng 12 năm 2004.
Vào cuối tháng 11/2009. Ngoài việc đưa tân binh V. Ninh Bình đạt thành tích cao ở mùa giải V-League 2010, ông thầy người Brazil còn được giao trọng trách hoạch định chiến lược để nâng tầm đội bóng đất Cố đô trong tương lai dài.
Cũng trong khoảng thời gian này, Edson Tavares chính thức đặt bút ký vào bản hợp đồng dẫn dắt Vissai Ninh Bình có thời hạn 3 năm, tuy nhiên chỉ sau chưa đầy 4 tuần ông đã phải khăn gói ra đi vì những phát ngôn gây shock về trình độ và đẳng cấp của các cầu thủ đội nhà trước V-League 2010.